# غريغ رايت
غريغ رايت (30 أغسطس 1979 في المملكة المتحدة - ) (بالإنجليزية: Greg Wright)‏ هو لاعب كريكت بريطاني. لعب مع نادي مقاطعة ستافوردشاير للكريكت ‏.

## وصلات خارجية
- غريغ رايت على موقع إي آس بي آن كريك إنفو (الإنجليزية)